# Marabi
Il marabi è uno stile musicale che si è sviluppato in Sud Africa nel secolo scorso.
La prima parte del XX secolo ha visto la crescente urbanizzazione dei neri sudafricani nei centri minerari come l'area mineraria dell'oro intorno a Johannesburg, ovvero il Witwatersrand. Ciò portò allo sviluppo di quartieri poveri o ghetti, e da queste difficoltà vennero fuori nuove forme di musica, marabi e kwela tra gli altri.
Marabi era il nome dato a uno stile di tastiera (che spesso utilizzava organi a pedali economici) che aveva un legame musicale con il jazz americano, il ragtime e il blues, con radici profonde nella tradizione africana. I primi musicisti marabi facevano parte di una cultura musicale underground e in genere non venivano registrati. In effetti, come con il primo jazz negli Stati Uniti, la musica ha provocato il dispiacere dell'establishment. Tuttavia, come con il primo jazz, le melodie cadenzate e i ritmi orecchiabili del marabi hanno trovato la loro strada nei suoni di gruppi da ballo popolari con uno stile tipicamente sudafricano.
Il suono del marabi aveva lo scopo di attirare le persone nei bar locali o "shebeens" (dove venivano vendute bevande illegali come skokiaa) e di farle ballare. Gli "Shebeens" assomigliano agli speakeasy americani dell'era del proibizionismo in cui il jazz americano era molto popolare.
Il Marabi è caratterizzato da pochi semplici accordi ripetuti in vari modelli di vamping che potrebbero durare a lungo; pattern armonici ripetitivi tipici delle musiche africane tradizionali. Questo è stato il caso in cui le persone potevano ballare per lunghi periodi di tempo senza dover conoscere bene le canzoni. Le persone sono state in grado di cogliere l'atmosfera e il ritmo della canzone dopo alcune volte durante la progressione.
I più famosi luoghi d'incontro del marabi erano le taverne e le feste nei quartieri poveri del fine settimana. Quasi tutti al di fuori della vita del ghetto, tuttavia, evitavano il marabi e la sua sottocultura. Associato all'illegalità, alle incursioni della polizia, al sesso e a una classe lavoratrice disperatamente impoverita, il marabi era considerato una minaccia corruttrice e per questo motivo non sorprende che non siano stati registrati i primi musicisti marabi.
Un riflesso di questa musica può essere ascoltato nella musica di artisti del Cape Jazz come Basil Coetzee o Abdullah Ibrahim. Gli inizi delle trasmissioni radiofoniche destinate agli ascoltatori neri e la crescita di un'industria discografica indigena hanno contribuito a spingere tali suoni verso un'immensa popolarità dagli anni '30 in poi.
Tali gruppi hanno prodotto la prima generazione di musicisti neri professionisti in Sud Africa. Nel corso degli anni, il marabi si è sviluppato nel primo mbaqanga, probabilmente la forma più distintiva della musica sudafricana. Questo ha continuato a influenzare la musica sudafricana da allora, dagli artisti jazz degli anni del dopoguerra alle forme di township più populiste degli anni '80 in poi. Con l'aggiunta di influenze più tradizionali, il marabi ha perso gran parte del suo legame con le radici dello stile jazz e ora fa parte della cultura musicale africana in contrasto con il jazz sudafricano.
Uno dei pezzi musicali più importanti che contengono un accenno di Marabi è l'epopea di Paul Simon del 1986, Graceland. La Garland Encyclopedia of Music dice: "Fondamentale per gran parte del mix musicale (di Graceland) è stata l'influenza del jazz afroamericano, introdotto in Sud Africa dalle reti di distribuzione di dischi transnazionali negli anni '20. La maggior parte dei musicisti jazz sudafricani non sapeva leggere gli spartiti, quindi hanno sviluppato il proprio gusto jazz, mescolando swing americano con melodie africane. La miscela dinamica di struttura afro-americana e stile africano divenne la base per il jazz delle township sudafricane noto come marabi".